# 陶坚
陶坚（1963年—），男，汉族，浙江舟山人，中华人民共和国政治人物。现任国际关系学院党委副书记、院长，全国政协外事委员会委员。第十四届全国政协委员。